# Piedimulera
Piedimulera – miejscowość i gmina we Włoszech, w regionie Piemont, w prowincji Cusio Ossola, u wylotu doliny Valle Anzasca w Alpach Pennińskich.

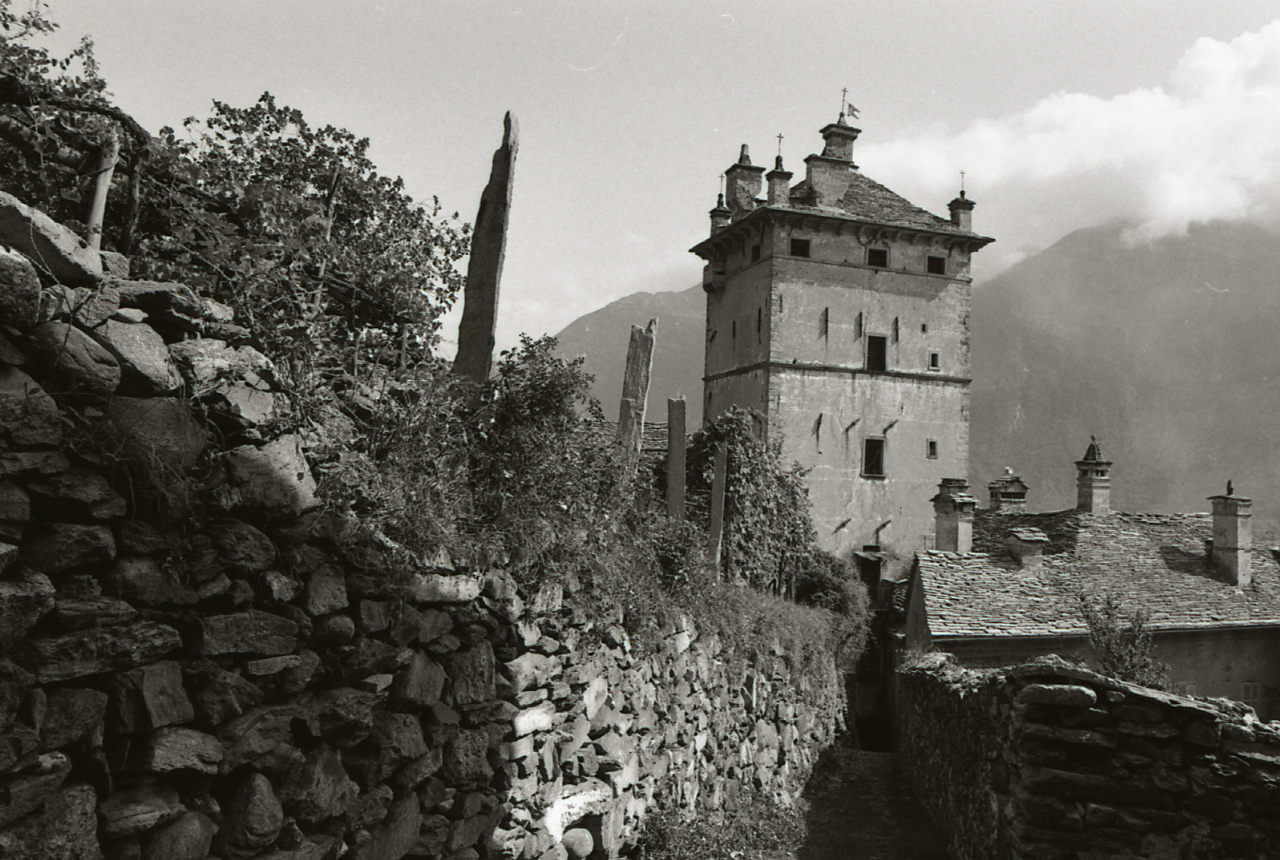
Piedimulera, 1982

Położona około 110 kilometrów na północny wschód od Turynu i około 25 kilometrów na północny zachód od Verbanii.
Według danych na rok 2004 gminę zamieszkiwały 1672 osoby, 238,9 os./km².